# Alexandre Moreno (dublador)
Alexandre Moreno do Nascimento (Nilópolis, 28 de outubro de 1967) é um ator e dublador brasileiro. É conhecido por frequentemente dublar o ator estadunidense Adam Sandler.
Ganhou o Prêmio Yamato de Melhor Dublador de Coadjuvante em 2004 dublando Kaká, de Johnny Bravo, e o Prêmio da Dublagem Carioca na categoria Melhor Ator em Dublagem de Protagonista dublando o Gato de Botas na série Shrek e no filme homônimo.
Foi indicado a Melhor Dublador de Coadjuvante no Prêmio Yamato de 2005 por seu trabalho como o vilão Síndrome, em Os Incríveis.
Foi indicado para o Prêmio Yamato de 2011 de Melhor Dublador de Protagonista pela dublagem de Dr. Watson em Sherlock Holmes. Na mesma premiação, concorreu a Melhor Dublador de Coadjuvante por seu trabalho como Ken em Toy Story 3.

## Lista de trabalhos

### Séries[7]
Jonathan Scott na série Irmãos à Obra.

### Animações[7]
- Pinky de Pinky e o Cérebro[8]
- Ciclope de X-Men Evolution (2ª voz substituindo Hermes Baroli)[9]
- Kaká de Johnny Bravo[3]
- Gato de Botas na franquia Shrek e nos filmes homônimos[10]
- Alex na série de filmes Madagascar[11][12][13]
- Síndrome de The Incredibles[14]
- Suzuki em Yu Yu Hakusho[15]
- Buck em A Era do Gelo 3, A Era do Gelo 5 , The Ice Age Adventures of Buck Wild[16]
- Nico em Rio e Rio 2
- Drácula em Hotel Transilvânia,[17] Hotel Transilvânia 2 e Hotel Transylvania 3: Summer Vacation
- Gomez Addams de A Família Addams e A Família Addams 2: Pé na Estrada
- Vash o Estouro da Boiada em Trigun[18]
- Flint Lockwood em Cloudy with a Chance of Meatballs e Tá Chovendo Hambúrguer 2[19]
- Pernalonga em Looney Tunes: De Volta à Ação, Looney Tunes e o Espírito de Natal, Aniversário Cartoon Network, Looney Tunes: Fuga dos Coelhos, O Show dos Looney Tunes, New Looney Tunes, Space Jam: Um Novo Legado, Perninha em Obras, Looney Tunes Cartoons, Looney Tunes: ACME Fools e Tiny Toons Looniversidade.

### Atores[7]
- Adam Sandler[16]
- Vince Vaughn[16]
- Chris Tucker[16]
- Ben Stiller[16]
- David Tennant em Harry Potter e o Cálice de Fogo (2005)
- Josh Duhamel[16]
- Patrick Dempsey[16]
- Rorschach (Jackie Earle Haley) de Watchmen[20]
- Coringa (Jared Leto) em Suicide Squad (2016) e Zack Snyder's Justice League (2021)
- Dr. Watson (Jude Law) em Sherlock Holmes e Sherlock Holmes 2[6]
- Chandler Bing (Matthew Perry) em Friends
- Harvey Milk (Sean Penn) em Milk - A Voz da Igualdade após Marco Ribeiro recusar dublá-lo.[21]

## Prêmios e indicações
| Ano  | Prêmio                     | Categoria                               | Trabalho                         | Resultado | Ref.   |
| ---- | -------------------------- | --------------------------------------- | -------------------------------- | --------- | ------ |
| 2004 | Prêmio Yamato              | Melhor Dublador de Coadjuvante          | Kaká em Johnny Bravo             | Venceu    | [ 3 ]  |
| 2006 | Prêmio Yamato              | Melhor Dublador                         | Leão Alex em Madagascar          | Indicado  | [ 22 ] |
| 2009 | Prêmio Yamato              | Melhor Dublador de Protagonista         | Dr. Watson em Sherlock Holmes    | Indicado  | [ 6 ]  |
| 2012 | Prêmio da Dublagem Carioca | Melhor Ator em Dublagem de Protagonista | Gato de Botas em O Gato de Botas | Indicado  | [ 4 ]  |